# Burg Arnshaugk
Die Burg Arnshaugk war ein strategisch bedeutender Punkt des Orlagebietes und Zentrum des mittelalterlichen Herrschaftsgebietes Arnshaugk im Orlagau. Nach der Burg benannte sich mit Otto von Lobdeburg-Arnshaugk in der Mitte des 13. Jahrhunderts eine Linie der freien Herren von Lobdeburg bei Jena.

## Lage
Die Spornburg befand sich auf einem Richtung Westen hinausragenden Bergsporn im Südwesten des heutigen Stadtgebietes von Neustadt an der Orla im Saale-Orla-Kreis in Thüringen.
Heute existieren nur noch verschiedene Wirtschaftsgebäude im östlichen Bereich des ehemaligen Vorburgareals, die nach bisherigen dendrochronologischen Untersuchungsergebnissen im Wesentlichen aus dem 16./17. Jahrhundert stammen (1517d, 1592d, 1615d). Die letzten Gebäude der Kernburg wurden offenbar infolge des Einsturzes des Bergfriedes zügig abgetragen: „am ersten August des Jahres 1700 ist der Turm bei strahlendem Sonnenscheine in sich zusammengerutschet“ Auf einem Aquarell von J. A. Zwaad aus dem Jahr 1721 kann man auf einer Geländeerhebung noch einen Rest eines palastartigen Gebäudes mit Fensteröffnungen erkennen.
Eine weitere Abbildung von Burg Arnshaugk findet sich auf dem Merian-Stich „Neustadt an der Orla“ von 1650 im Hintergrund. Die Burg wird hier als Schloß Arnsburg betitelt.

## Ortsname
Arnshaugk wird ab dem Jahr 1252 in verschiedenen Schreibungen genannt (1252 Marnshoge (= zum Arnshoge), 1262 Arnshogge, 1267 Arinsschowe und Arenischowe, 1271 Harneshouge, 1310 Arnshouck, 1322 Arnshoch etc.). Für die Deutung des Ortsnamens finden sich mehrere Ansätze. Infrage kommende Grundworte sind ahd./mhd. arn = „Adler“ (und daraus abgeleitete Personennamen wie Arno) sowie ahd. houg, mhd. houc = „Anhöhe“ bzw. mhd. hac = „umzäunter Bereich, Wohnplatz, Hecke, Hain“. Aufgrund der Analogie zu anderen Arns--Orten in Thüringen sowie der Ersterwähnung im 13. Jhdt. erscheint der Bezug zu einem Personennamen wahrscheinlicher, es werden aber unterschiedliche Deutungen vertreten. Schon 1719 nennt Struven die Bedeutung „Adler-Busch“, ähnlich Limmer 1815 mit „Adlershain“. Wünscher spricht sich 1896 für „Hof des Arn“ aus, und Rosenkranz vermutet 1982 ohne nähere Begründung: „Der ON Arnshaugk ist wohl als ‚Adlerhügel‘ zu verstehen.“

## Geschichte
Die Existenz einer befestigten Anlage in dem von slawischer Bevölkerung dominierten Gebiet noch vor dem 12./13. Jahrhundert auf dem Bergsporn wurde angenommen, kann aber bisher weder urkundlich noch archäologisch belegt werden. Erbauer der spätmittelalterlichen Burg waren wohl die Herren von Lobdeburg, die ab der Mitte des 13. Jahrhunderts zeitweise auf der Burg residierten (mehrmals wird Otto von Lobdeburg-Arnshaugks Anwesenheit durch Beurkundungen auf seiner Burg in Schleiz deutlich). In allen überlieferten Urkunden erscheinen die Lobdeburger stets als „freie Herren“. Bereits im Dezember 1289 oder spätestens im Januar 1290 erlosch die Arnshaugker Linie der Lobdeburger, da beide männliche Leibeserben (Otto und sein Sohn Hartman) ab dieser Zeit nie wieder in Urkunden auftauchten. Offenbar starben beide zur gleichen Zeit während einer kriegerischen Auseinandersetzung (sie traten mehrmals in Gefolgschaft von Dietrich von Landsberg auf). Das Benediktinerkloster Auhausen war das Stammkloster der Lobdeburger im ursprünglichen fränkischen Herkunftsgebiet der Familie. Nachdem sie sich in Thüringen angesiedelt hatten (Barbarossa hatte die fränkischen Siedler dort mit Land belehnt; erstmalige Erwähnung eines Herrn von Auhausen im Jahr 1133 auf der romanischen Lobdeburg über Lobeda bei Jena), gründeten sie als neue Grablege das Zisterzienserinnenkloster in Stadtroda. Die Witwe Elisabeth von Lobdeburg-Arnshaugk, vermutlich eine geborene Gräfin von Orlamünde, (* um 1262; † 22. August 1331 in Eisenach) brachte die Besitzungen der Lobdeburg-Arnshaugker Linie bei der Hochzeit mit dem Landgrafen von Thüringen, Albrecht II. dem Entarteten, mit in die Ehe ein. Der Sohn Albrechts, Friedrich I. der Gebissene, heiratete in zweiter Ehe die Erbtochter Elisabeth von Arnshaugk im Jahre 1300 (der Sage nach im Kloster Reinhardsbrunn).
Bei der Teilung von Sachsen 1485 verblieb Arnshaugk bei der Ernestinischen Linie. 1567 kam es infolge der Grumbachschen Händel nach der Reichsexekution gegen den in die Acht getanen Herzog Johann Friedrich II. als Sicherheit an die Albertinische Linie, wurde 1660 völlig an diese abgetreten und bildete bis 1815 das Amt Arnshaugk im Neustädtischen Kreis. Wegen des ruinösen Zustands der Burg war aber der Sitz des Amtes schon seit dem 16. Jahrhundert in die Stadt Neustadt an der Orla verlegt worden. Ab 1788 wurden die Ämter Arnshaugk und Ziegenrück sozusagen in Personalunion von den gleichen Beamten versorgt. Nach der Teilung Sachsens 1815 kam Arnshaugk mit dem größten Teil des Amtes an Sachsen-Weimar-Eisenach.

## Vertrag von Arnshaug 1428
Am 21. Juli 1426 verleiht Kaiser Sigismund an seinen Reichshofrichter Heinrich I. Reuß von Plauen die Burggrafschaft Meißen.
Am 7. September 1428 wird in Arnshaug, offenbar auf der Burg, ein Vertrag zwischen den Herzögen von Sachsen (Wettiner) und dem neu bestallten Burggrafen von Meißen aus dem Hause Reuß von Plauen abgeschlossen. Der Vertrag regelt das Besitzrecht an der erzgebirgischen Herrschaft Pöhlberg bei Annaberg. Vormalige Besitzer waren die erloschenen Burggrafen von Meißen aus dem Hause der Meinheringer. Diese hatten die Herrschaft Pöhlberg aber am 7. März 1411 an die Markgrafen von Meißen (Wettiner) für 900 alte gute rheinische Gulden verpfändet gehabt. Nun forderte Heinrich Reuß von Plauen sogar die unentgeltliche Herausgabe der Herrschaft Pöhlberg von den Wettinern.
Im Vertrag von Arnshaug räumen die Wettiner dem Burggrafen Heinrich I. von Meißen, aus dem Hause Reuß von Plauen, ein Wiederkaufsrecht unter denselben Bedingungen wie im Pfandbriefe mit den Meinheringern vereinbart gewesen ein. Der Streit um diese Herrschaft Pöhlberg sollte noch einige Jahre anhalten. Als König Albrecht II. am 4. Mai 1439 zu Preßburg im Preßburger Machtspruch den neuen Burggrafen von Meißen aus dem Hause Reuß nur das Amt, die Würde und Titel eines Burggrafen von Meißen zuspricht, die Grafschaft Hartenstein (aus dem vormaligen Besitz der Meinheringer) aber den Wettinern zuspricht, haben die Herren Reuß damit auch das (behauptete) Besitzrecht an der Herrschaft Pöhlberg verloren. Die Reuß hatten immer behauptet, dass die (reichsunmittelbaren) Herrschaften Hartenstein und Pöhlberg zusammengehörig seien.
Am 13. Februar 1440 sichern die Wettiner im Vertrag von Coburg den Burggrafen Reuß von Plauen zu, sie wegen der erzgebirgischen Grafschaft Hartenstein nicht mehr behelligen zu wollen. Die Grafschaft Hartenstein, die nun formell den Wettinern zusteht war bereits am 2. Juli 1406 in den Besitz des Hauses Schönburg gekommen, da die Meinheringer diese an die Schönburger verpfändet hatten. Bei den Schönburgern verblieb sie nun als wettinisches Reichsafterlehen. 1456 wird Kaiser Friedrich III. die Grafschaft Hartenstein (nochmals) an Sachsen verweisen.

## Wappen
Blasonierung: „In Silber ein schräglinker roter Balken.“ und „In Rot ein schräg gelegter silberner geflügelter Fisch.“

Wappen derer von Lobdeburg-Arnshaugk
Wappen derer von Lobdeburg - Ottonischer Stamm